# NaNaKa
NaNaKa（ナナカ、2004年 - ）は、日本のダンスインストラクター。本名:大島那々花。

## 経歴
2004年、群馬県前橋市に生まれる。小学校4年生のとき倖田來未のDVDを見て「かっこいい」と憧れ、ヒップホップを習い始める。前橋市立桂萱中学校を経て群馬県立安中総合学園高等学校卒業。
高校ではダンス部に所属。安中総合のダンス部には四つのチームがあるが、最上位のチームである「TOP ROBBERS」のメンバーに選ばれる。
3年生在学中の2021年9月25日、「11代目TOP  ROBBERS」が第11回全日本高等学校チームダンス選手権大会に出場。自身はこの時副将を務める。「大編成部門」（13人以上）の優勝を期待されたが、8位に終わる。
2021年12月18日、群馬県高校ストリートダンス部協会および上毛新聞社主催の第10回上毛新聞社杯ダンスコンテストで「11代目TOP  ROBBERS」が「部活部門」で優勝、大会6連覇を記録。自身はこの時副将を務める。上毛新聞の報道によると「ストリートダンスの原点であるヒップホップを真っすぐに体現した。アップテンポのBGMに合わせ躍動的にグルーヴするだけでなく、細部にもこだわった」。
2021年12月28日、群馬県高校ストリートダンス部協会主催のフリースタイルソロダンスの大会・第1回「上州の乱～龍神・雷神～」で第3位入賞。
高校卒業後の2022年9月から半年間、ニューヨークで各種のダンスを学ぶ。Deshawn, Miles, Bo park, Keenan に師事。2023年8月現在、FELIZ DANCE COMPANY渋川校のインストラクター。